# Trisúr
Trisúr (malajálam nyelven: തൃശ്ശൂര്‍, átírva Tṛśśūr, angolul: Thrissur) korábban Tricsúr (Trichur) város India délnyugati részén, Kerala államban. Az állam 5. legnagyobb városa, lakossága 316 ezer az agglomerációs térséggel együtt 1,85 millió fő volt 2011-ben.
Kocsíntól közúton kb. 80 km-re északra, az Arab-tenger partjától 17 km-re keletre fekszik. Kerala kulturális fővárosaként is ismert, illetve a nagyszabású Púram ünnepről (ápr.-május), amikor zene és tűzijáték közepette gazdagon kifestett elefántok parádéznak a zsúfolt utcákon.  

## Fordítás
- Ez a szócikk részben vagy egészben  a   Thrissur című angol Wikipédia-szócikk fordításán alapul.  Az eredeti cikk szerkesztőit annak laptörténete sorolja fel. Ez a jelzés csupán a megfogalmazás eredetét és a szerzői jogokat jelzi, nem szolgál a cikkben szereplő információk forrásmegjelöléseként.
- Ez a szócikk részben vagy egészben  a   Thrissur című német Wikipédia-szócikk fordításán alapul.  Az eredeti cikk szerkesztőit annak laptörténete sorolja fel. Ez a jelzés csupán a megfogalmazás eredetét és a szerzői jogokat jelzi, nem szolgál a cikkben szereplő információk forrásmegjelöléseként.